# Tour de France 2022
Die Tour de France 2022 war die 109. Austragung des wichtigsten Etappenrennens im professionellen Straßenradsport. Das Rennen wurde am 1. Juli 2022 in Kopenhagen gestartet, das Ziel wurde nach drei Wochen am 24. Juli 2022 in Paris auf der Avenue des Champs Élysées erreicht. Die Grand Tour gehört zur UCI WorldTour 2022. Mit einer Durchschnittsgeschwindigkeit von 42,106 km/h war dies die bisher schnellste Frankreich-Rundfahrt.
Gesamtsieger der Rundfahrt wurde der Däne Jonas Vingegaard (Jumbo-Visma), der im Jahr zuvor Platz zwei belegt hatte. Somit holte 26 Jahre nach dem Gesamtsieg von Bjarne Riis im Jahr 1996 zum zweiten Mal ein Däne das Gelbe Trikot. Neben der Gesamtwertung sicherte sich Jonas Vingegaard auch die Bergwertung und zwei Etappensiege. Gesamtzweiter wurde der Titelverteidiger Tadej Pogačar (UAE Team Emirates) mit einem Rückstand von zwei Minuten und 43 Sekunden. Der erst 23-jährige Slowene gewann jedoch zum dritten Mal in Folge das Weiße Trikot des besten Nachwuchsfahrers. Den dritten Podestplatz belegte der Tour-de-France-Sieger von 2018, Geraint Thomas (Ineos Grenadiers), mit einem Rückstand von sieben Minuten und 22 Sekunden.
Neben dem Gelben Trikot ging auch das Grüne Trikot des Siegers der Punktewertung an die Mannschaft Jumbo-Visma. Mit einem Rekord von 480 Punkten sicherte sich Wout van Aert souverän diese Sonderwertung. Zudem gewann der Belgier drei Etappen und wurde zum aktivsten Fahrer der Rundfahrt gewählt. Die Klasse des Ausnahmekönners zeigte sich auch darin, dass er bis zur 18. Etappe auch noch die Bergwertung hätte gewinnen können, am Ende hier Fünfter wurde. Der letzte Fahrer, der das Kunststück schaffte, beide Sonderwertungen innerhalb von einer Austragung zu gewinnen, war Eddy Merckx im Jahr 1969. Mit sechs Etappensiegen war das Team Jumbo-Visma zudem das erfolgreichste Team, wobei die Mannschaftswertung, die sich aus der Addition der Zeiten der drei schnellsten Fahrer pro Etappe ergibt, an die Ineos Grenadiers ging.
In Dänemark, das den Grand Depart, der 109. Austragung abhielt, konnte man sich neben dem Gesamtsieg auch über vier Etappensiege freuen. Neben den zwei Etappensiegen von Jonas Vingegaard, trugen sich auch Magnus Cort Nielsen (EF Education-EasyPost) und Mads Pedersen (Trek-Segafredo) in die Siegerliste ein. Mit sechs Etappensiegen waren die Belgier am erfolgreichsten, während das Gastgeberland Frankreich mit Christophe Laporte (Jumbo-Visma) nur einen Etappensieg feiern konnte.
Nairo Quintana wurde ursprünglich als Gesamtsechster gewertet, aber nachträglich wegen der Einnahme des Schmerzmittels Tramadol disqualifiziert, weil dessen Verwendung gegen die medizinischen Regeln der Union Cycliste Internationale verstößt. Die von Quintana bestrittene Einnahme des Medikaments stellt jedoch kein Dopingvergehen dar.

## Teams und Fahrer
Nach dem Reglement der Union Cycliste Internationale waren die 18 UCI WorldTeams zum Start berechtigt und verpflichtet. Zudem qualifizierten sich automatisch die beiden besten UCI ProTeams des Vorjahres: Alpecin-Deceuninck (unter dem damaligen Teamnamen Alpecin-Fenix) und Arkéa-Samsic. Der Veranstalter vergab außerdem Wildcards an die französischen ProTeams B&B Hotels-KTM und TotalEnergies.
Aufgrund eines Beschlusses der UCI vom 1. März 2022 vor dem Hintergrund des russischen Überfalls auf die Ukraine 2022 durften die Fahrer aus Russland bzw. Belarus nicht unter Namen und Fahne ihrer Nation teilnehmen.
Am 29. Juni wurden die Fahrer im Rahmen einer Teampräsentation im Tivoli (Kopenhagen) vorgestellt, wobei für jedes Team acht Fahrer startberechtigt waren.
| WorldTeams (18)- AG2R Citroën Team - Astana Qazaqstan Team - Bahrain Victorious - Bora-Hansgrohe - Cofidis - EF Education-EasyPost - Groupama-FDJ - Ineos Grenadiers - Intermarché-Wanty-Gobert Matériaux - Israel-Premier Tech - Lotto-Soudal - Movistar Team - Quick-Step Alpha Vinyl - BikeExchange-Jayco - Team DSM - Jumbo-Visma - Trek-Segafredo - UAE Team Emirates ProTeams (4)- Alpecin-Deceuninck - Arkéa-Samsic - B&B Hotels-KTM - TotalEnergies |
| |

Die 176 Teilnehmer stammten aus 27 Nationen. Das größte Kontingent stellte traditionell Frankreich, es nahmen 32 Franzosen an der Rundfahrt teil. Nach Frankreich folgten Belgien mit 18 Fahrern, Italien mit 14, Dänemark und die Niederlande mit je 10 Startern. Neun Rennfahrer kamen jeweils aus Australien, Deutschland und Spanien. Zudem waren sechs Österreicher und vier Schweizer bei der Tour de France 2022 am Start. 40 Fahrer nahmen zum ersten Mal an der Tour de France teil. An der Nachwuchswertung nahmen 27 Sportler teil, das entsprach rund 15 % des Feldes.
Der am 5. Juli 1982 geborene Philippe Gilbert (Lotto Soudal) war mit 39 Jahren der älteste Starter der Frankreich-Rundfahrt, er nahm zum 12. Mal an der Tour de France teil. Imanol Erviti (Movistar Team) und Pierre Rolland (B&B Hotels-KTM) hatten mit der 13. Tour-de-France-Teilnahme die meisten Starts aller Fahrer aus dem Feld vorzuweisen. Quinn Simmons aus dem Team Trek-Segafredo war wiederum der jüngste Fahrer im Teilnehmerfeld, er wurde am 8. Mai 2001 geboren und war damit zum Start der Rundfahrt 21 Jahre alt. Das höchste Durchschnittsalter aller 22 Mannschaften wies das Team Israel-Premier Tech auf, die Rennfahrer im Tourkader waren dort im Durchschnitt 33 Jahre alt. Das jüngste Team war die Mannschaft Team DSM mit einem Durchschnittsalter von 26 Jahren. Der durchschnittliche Rennfahrer der Tour de France 2022 war 29 Jahre alt.
Bei der Frankreich-Rundfahrt 2022 nahmen fünf bisherige Grand-Tour-Sieger teil: Chris Froome, Primož Roglič, Tadej Pogačar, Nairo Quintana, und Geraint Thomas. Außerdem nahmen 41 Fahrer teil, die bei der Tour de France einen Etappensieg erringen konnten. Peter Sagan hat mit 12 Etappensiegen zwischen 2012 und 2019 die meisten Etappen gewonnen. Er lag vor Chris Froome, der zwischen 2012 und 2017 sieben Etappen gewann, und vor Tadej Pogačar sowie Wout van Aert mit jeweils sechs Etappensiegen.

### Favoriten
Als Topfavorit auf den Gesamtsieg galten der Vorjahressieger Tadej Pogačar (UAE Team Emirates) und sein Landsmann Primož Roglič (Jumbo-Visma). Während der Titelverteidiger der unumstrittene Leader in seinem Team war, musste sich Primož Roglič die Kapitänsrolle mit dem Gesamtzweiten des Vorjahres, dem Dänen Jonas Vingegaard, teilen, der schließlich die diesjährige Ausgabe gewann. Mit Steven Kruijswijk, Sepp Kuss und Wout van Aert konnten die beiden auf ein starkes Team bauen. Tadej Pogačar hatte in der laufenden Saison mit der UAE Tour und Tirreno–Adriatico zwei Rundfahrten der UCI WorldTour gewinnen können. Zuletzt nutzte er seine Heimatrundfahrt (Slowenien-Rundfahrt), um sich auf die Tour de France vorzubereiten. Auch Primož Roglič hat mit Paris–Nizza und zuletzt dem Critérium du Dauphiné Rundfahrten der höchsten Kategorie gewonnen. Jonas Vingegaard musste sich bei Tirreno–Adriatico nur Tadej Pogačar geschlagen geben und überzeugte als Zweiter beim Critérium du Dauphiné.
Neben den beiden Slowenen stellten auch die Ineos Grenadiers mit Adam Yates, Daniel Felipe Martínez und Geraint Thomas, dem Gesamtsieger von 2018, mehrere Kandidaten auf den Gesamtsieg. Daniel Felipe Martínez gewann im Frühjahr die Baskenland-Rundfahrt, während sich Geraint Thomas vor wenigen Wochen den Gesamtsieg der Tour de Suisse sicherte. Auch das Team Bora-hansgrohe hoffte auf einen Podestplatz bei der dreiwöchigen Rundfahrt. Zwar stand der Sieger des Giro d’Italia 2022, Jai Hindley, nicht am Start, doch mit Alexander Wlassow, dem Gewinner der Tour de Romandie stellte das Team einen der konstantesten Fahrer der Saison.
Aus französischer Sicht ruhten die Hoffnungen auf David Gaudu (Groupama-FDJ) und Romain Bardet (DSM), der den Giro d’Italia in aussichtsreicher Position liegend krankheitsbedingt aufgeben musste. Mit dem Australier Ben O’Connor, der für das französische Team AG2R Citroën fährt, befand sich ein weiterer Fahrer mit Frankreich-Bezug im erweiterten Favoritenkreis.
Weitere Fahrer, die im Kampf um das Gesamtklassement eine Rolle ausrechneten, waren Enric Mas (Movistar), Jack Haig, Damiano Caruso (beide Bahrain Victorious), Jakob Fuglsang, Michael Woods (beide Israel-Premier Tech), Nairo Quintana (Arkéa-Samsic), Rigoberto Urán (EF Education-EasyPost), Guillaume Martin, Ion Izagirre (beide Cofidis), Louis Meintjes (Intermarché-Wanty-Gobert Matériaux), Giulio Ciccone (Trek-Segafredo) und Alexey Lutsenko (Astana Qazaqstan).

### Sprinter
Mit Caleb Ewan (Lotto Soudal), Fabio Jakobsen (Quick-Step Alpha Vinyl), Jasper Philipsen (Alpecin-Deceuninck), Dylan Groenewegen (BikeExchange-Jayco), Mads Pedersen (Trek-Segafredo), Alexander Kristoff (Intermarché-Wanty-Gobert Matériaux), Bryan Coquard (Cofidis) und Alberto Dainese (DSM) standen gleich mehrere ausgewiesene Top-Sprinter am Start. Dazu kamen mit Danny Van Poppel (Bora-hansgrohe) und Hugo Hofstetter (Arkéa-Samsic) weitere mögliche Etappensieger. Im Kampf um das Grüne Trikot war zudem mit Wout van Aert zu rechnen, der ebenfalls zu den Siegesanwärtern in einem Massensprint zählte. Zwei weitere Fahrer, die Chancen auf den Sieg in der Punktewertung hatten, waren Michael Matthews (BikeExchange-Jayco), der vor allem im hügeligen Terrain gut zurechtkommt, und Peter Sagan (TotalEnergies), der zuletzt mit einem Etappensieg bei der Tour de Suisse aufzeigte. Für Peter Sagan wäre es bereits der achte Sieg in der Sonderwertung gewesen. Nicht am Start der Rundfahrt stand Mark Cavendish (Quick-Step Alpha Vinyl), der in der Selektion gegenüber Fabio Jakobsen das Nachsehen hatte und so den Rekord an Tour-de-France-Etappensiegen, den er sich mit Eddy Merckx teilt, nicht verbessern konnte.

### Bergfahrer

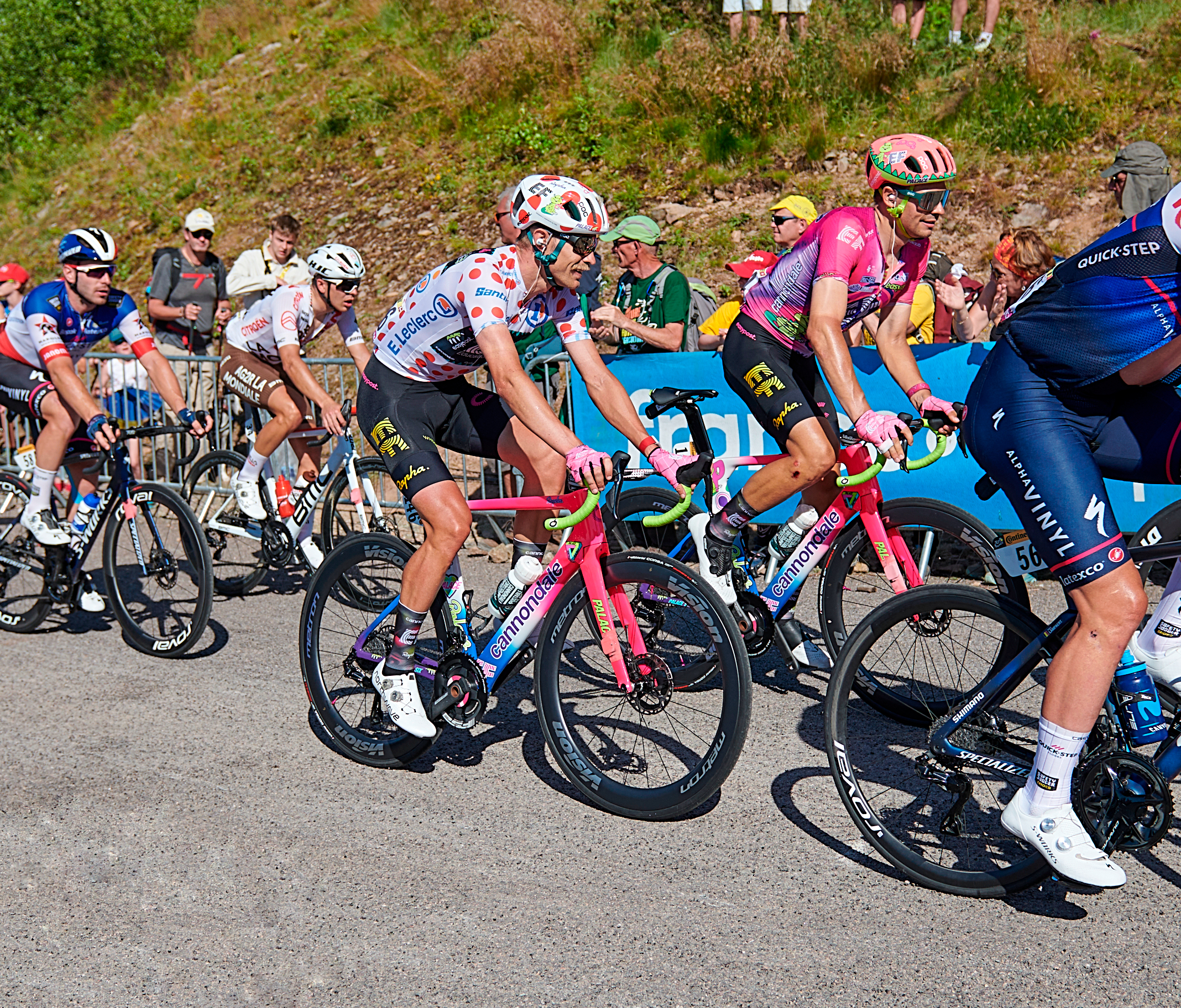
Magnus Cort war der erste Träger des Bergtrikots 2022

Wie in den meisten Jahren war es auch 2022 schwer zu sagen, wer in den Kampf um die Bergwertung eingreifen wird. Meist ergab sich dieser erst im Verlauf der Rundfahrt, wobei oft Gesamtklassement-Fahrer, die bereits viel Zeit verloren haben, das gepunktete Trikot als neues Ziel anvisieren. Mit Thibaut Pinot (Groupama-FDJ) hatte jedoch bereits im Vorfeld ein Fahrer Interesse an der Sonderwertung bekundet. Zudem war damit zu rechnen, dass Fahrer aus kleineren französischen Mannschaften im Kampf um die Bergwertung mitmischten. Obwohl es bei der 109. Austragung der Tour de France keine doppelten Punkte auf den Schlussanstiegen gab, bestand weiterhin die Möglichkeit, dass das Bergtrikot an einen der besten Gesamtklassement-Fahrer gehen wird.

### Weitere interessante und abwesende Fahrer
In den beiden Zeitfahren galten der Weltmeister Filippo Ganna, Wout van Aert, Stefan Küng und Stefan Bissegger als aussichtsreiche Kandidaten auf einen Etappensieg und das erste Gelbe Trikot. Besonders auf dem längeren Zeitfahren der 20. Etappe war jedoch auch mit dem Olympiasieger Primož Roglič, Tadej Pogačar und Geraint Thomas zu rechnen.
Aufgrund der 5. Etappe, auf der die berühmten Pavé-Sektoren (Kopfsteinpflaster-Abschnitte) absolviert wurden, hatten viele Mannschaften Klassiker-Spezialisten in ihren Aufstellungen. Fahrer wie der Paris–Roubaix-Sieger Dylan van Baarle, der Cyclocross-Weltmeister Thomas Pidcock (beide Ineos Grenadiers), Wout van Aert und Christophe Laporte (beide Jumbo-Visma) hatten aller Voraussicht nach jedoch die Aufgabe, ihre Team-Leader sicher über das Pflaster zu begleiten. Anders verhielt es sich bei dem Sieger der Flandern-Rundfahrt, Mathieu Van der Poel (Alpecin-Deceuninck), der auf eigene Interessen fahren durfte.
Neben Tadej Pogačar und Geraint Thomas stand mit Chris Froome ein weiterer ehemaliger Tour-Sieger am Start des Rennens. Der Brite konnte nach seinem schweren Sturz jedoch noch nicht an seine früheren Erfolge anschließen und wird aller Voraussicht nach Helferdienste für seine Kapitäne verrichten. Ebenfalls am Start standen Matej Mohorič und Dylan Teuns (beide Bahrain-Victorious), die Sieger von Mailand–Sanremo bzw. La Flèche Wallonne. Prominente Nicht-Starter waren der Weltmeister Julian Alaphilippe (Quick-Step Alpha Vinyl), der nach seinem Sturz bei Lüttich–Bastogne–Lüttich noch nicht fit war, sowie sein Teamkollege Remco Evenepoel, der in Lüttich gewann. Auch der Tour-de-France-Sieger von 2019, Egan Bernal (Ineos Grenadiers), war nach seinem schweren Trainingssturz Anfang des Jahres noch nicht ins Renngeschehen zurückgekehrt. Mit Richard Carapaz (Ineos Grenadiers), Jai Hindley, Emanuel Buchmann (beide Bora-Hansgrohe), Mikel Landa (Bahrain Victorious), Vincenzo Nibali, Miguel Ángel López (beide Astana Qazaqstan), Alejandro Valverde (Movistar) und Simon Yates (BikeExchange-Jayco) fehlten zudem etliche Gesamtklassement-Fahrer, die rund einen Monat zuvor den Giro d’Italia bestritten hatten.

## Strecke

### Allgemeines
Ursprünglich war Kopenhagen als Startort für die Tour de France 2021 vorgesehen. Da die Fußball-Europameisterschaft 2020 jedoch aufgrund der COVID-19-Pandemie um ein Jahr verschoben wurde, mit vier EM-Fußballspielen in der Stadt Kopenhagen, einigten sich der Veranstalter und die Stadt darauf, die Tour 2022 in Kopenhagen starten zu lassen.
Am 14. Oktober 2021 stellte Christian Prudhomme, der Generaldirektor der Tour de France, im Palais des Congrès in Paris die Strecke der Tour de France 2022 vor. Die 109. Tour-de-France-Strecke war rund 3350 Kilometer lang (ursprünglich 3328 Kilometer) und in 21 Etappen unterteilt, sie beinhaltete sechs Flachetappen, sieben hügelige Etappen, sechs Bergetappen und zwei Einzelzeitfahren. Dabei wurden auch Abschnitte außerhalb des Mutterlandes Frankreich, in Dänemark, der Schweiz und Belgien, ausgetragen. Die Strecke führte durch vier Gebirge: die Vogesen, die Alpen, das Zentralmassiv und zum Abschluss die Pyrenäen.

### Grand Départ
Die ersten drei Etappen der Tour de France 2022 fanden in Dänemark statt, denn Radfahren gehört zur dänischen Kultur (siehe Fahrradstadt Kopenhagen).
Die erste Etappe war ein Einzelzeitfahren durch die Straßen der dänischen Hauptstadt, die darauffolgenden zwei Etappen waren zwei Flachetappen zwischen Roskilde und Nyborg sowie zwischen Vejle und Sønderborg. Anschließend wurde den Teams ein Ruhetag gewährt, um den Transfer zur französischen Hafenstadt Dunkerque zu ermöglichen.

### Erste Woche: Kopfsteinpflaster und erste Anstiege

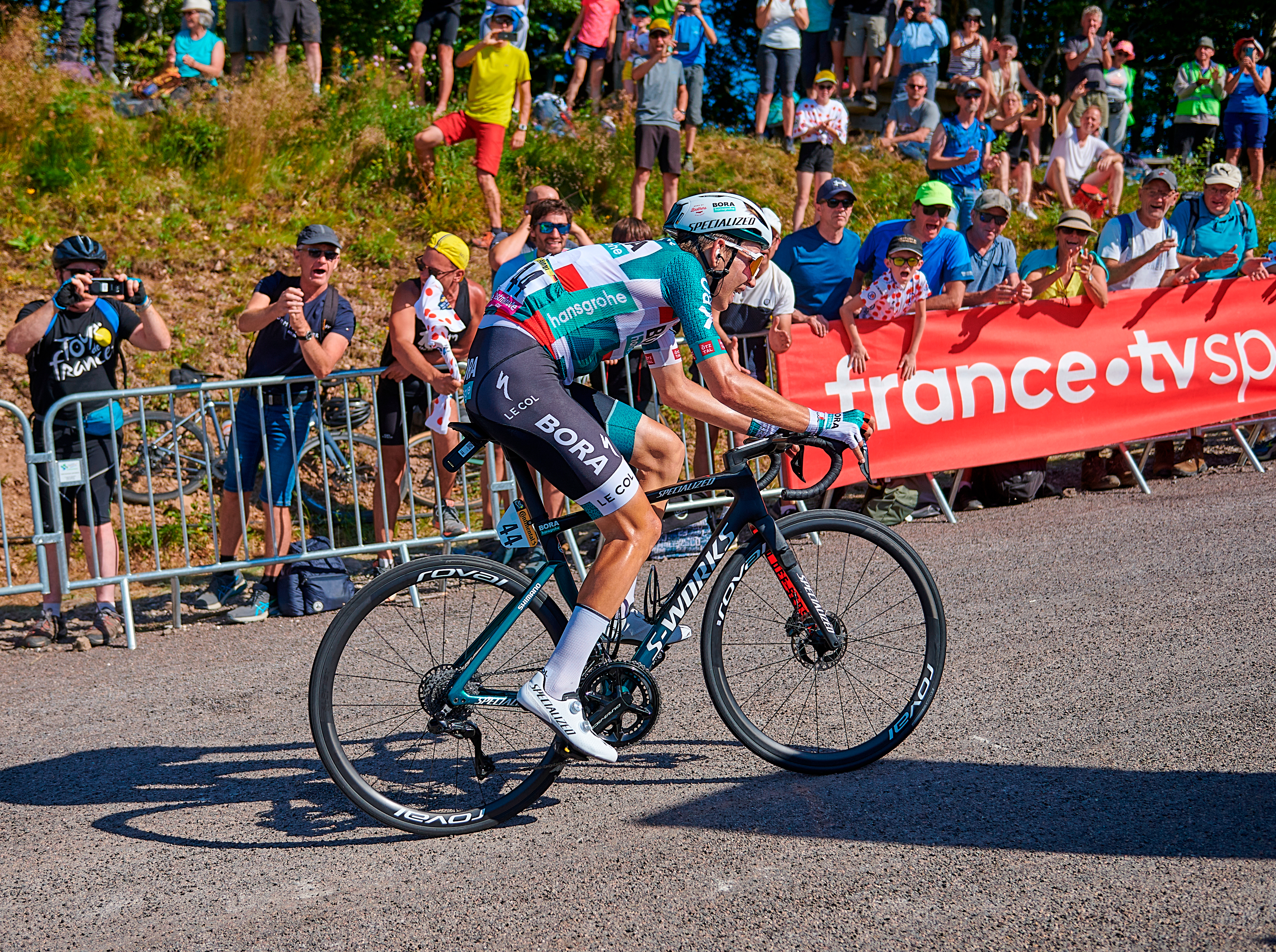
Lennard Kämna etwa 900 Meter vor dem Etappenziel

Nach einem dem Transfer geschuldeten Ruhetag wurde das Rennen in Dunkerque fortgesetzt und führte an der Nordküste entlang nach Calais. Am folgenden fünften Etappen-Tag standen ca. 20 km der gefürchteten Kopfsteinpflaster-Straßenabschnitte (Pavé) an, die durch das Rennen Paris–Roubaix bekannt sind. Nach einer weiteren hügeligen Etappe, die im belgischen Binche gestartet wurde, folgte auf der siebten Etappe die erste Bergankunft in den Vogesen auf der Planche des Belles Filles (1140 m). Am folgenden Tag überquerten die Fahrer den Jura und erreichten das Ziel in Lausanne, das sich am Ende einer kurzen Rampe befand. Die 10. Etappe führte durch die Schweizer Alpen, ehe die Fahrer das Ziel im französischen Châtel erreichten.

### Zweite Woche: Alpen und Überführungsetappen
Die erste Alpen-Etappe endete auf dem Flugplatz Megève (1460 m). Danach folgten zwei schwere Bergankünfte auf dem Col de Granon (2413 m) und in Alpe d’Huez (1850 m). Auf beiden Etappen wurde mit dem Col du Galibier (2642 m) der höchste Punkt des Rennens überquert. Im Anschluss folgten drei hügelige Etappen, die die Fahrer durch das Zentralmassiv in Richtung Westen führten. Auf der 14. Etappe stand mit dem kurzen, aber steilen Anstieg bei Mende eine weitere kleine Bergankunft auf dem Programm.

### Dritte Woche: Pyrenäen, Abschlusszeitfahren und Finale in Paris
Nach dem dritten Ruhetag führte die Rundfahrt in die Pyrenäen, wo die Bergfahrer erneut die Möglichkeit bekamen, sich im Gesamtklassement zu positionieren. Nach einer Ankunft in Foix folgten auf der 17. und 18. Etappe Bergankünfte in Peyragudes (1580 m) und Hautacam (1520 m). Danach ließ die Rundfahrt die Berge hinter sich und führte auf einer flachen Etappe ins Département Lot. Die Entscheidung über den Gesamtsieg fiel auf der 20. Etappe, die im Rahmen eines 40 km langen Einzelzeitfahrens in Rocamadour endete. Die letzte Etappe führte die Fahrer traditionell nach Paris, wo die Tour de France auf den Champs-Elysées im Schatten des Arc de Triomphe zu Ende ging.

### Etappenliste
Die folgende Tabelle zeigt die Etappen der Tour de France 2022 mit Datum, Start- und Zielort, Kategorisierung und Etappenlänge. Außerdem sind der Etappensieger und der jeweils Führende in der Gesamtwertung nach der Etappe angegeben. In der ersten Spalte sind die Einzelartikel zu jeder Etappe mit detaillierten Angaben zu Platzierung und Rennverlauf angegeben.
| Etappe     | Datum    | Etappenorte                                  | type                 | Länge (km) | Höhenmeter (m) | Etappensieger       | Gesamtführender  |
| ---------- | -------- | -------------------------------------------- | -------------------- | ---------- | -------------- | ------------------- | ---------------- |
| 1. Etappe  | 1. Jul.  | Kopenhagen – Kopenhagen                      | Einzelzeitfahren     | 13,2       | 20 m           | Yves Lampaert       | Yves Lampaert    |
| 2. Etappe  | 2. Jul.  | Roskilde – Nyborg                            | Flachetappe          | 202,2      | 1.102 m        | Fabio Jakobsen      | Wout van Aert    |
| 3. Etappe  | 3. Jul.  | Vejle – Sonderburg                           | Flachetappe          | 182        | 1.285 m        | Dylan Groenewegen   | Wout van Aert    |
|            | 4. Juli  | Transfer nach Dunkerque                      |                      |            |                |                     |                  |
| 4. Etappe  | 5. Jul.  | Dunkerque – Calais                           | Hügelige Etappe      | 171,5      | 1.796 m        | Wout van Aert       | Wout van Aert    |
| 5. Etappe  | 6. Jul.  | Lille – Trouée d’Arenberg                    | Hügelige Etappe      | 157        | 537 m          | Simon Clarke        | Wout van Aert    |
| 6. Etappe  | 7. Jul.  | Binche – Longwy                              | Hügelige Etappe      | 219,9      | 2.483 m        | Tadej Pogačar       | Tadej Pogačar    |
| 7. Etappe  | 8. Jul.  | Tomblaine – Planche des Belles Filles        | Hochgebirgsetappe    | 176,3      | 2.532 m        | Tadej Pogačar       | Tadej Pogačar    |
| 8. Etappe  | 9. Jul.  | Dole – Lausanne                              | Hügelige Etappe      | 186,3      | 2.529 m        | Wout van Aert       | Tadej Pogačar    |
| 9. Etappe  | 10. Jul. | Aigle – Châtel                               | Hochgebirgsetappe    | 192,9      | 3.695 m        | Bob Jungels         | Tadej Pogačar    |
|            | 11. Juli | 1. Ruhetag in Morzine – Les Portes du Soleil | Ruhetag              |            |                |                     |                  |
| 10. Etappe | 12. Jul. | Morzine – Megève                             | Hügelige Etappe      | 148,1      | 2.775 m        | Magnus Cort Nielsen | Tadej Pogačar    |
| 11. Etappe | 13. Jul. | Albertville – Col de Granon                  | Hochgebirgsetappe    | 151,7      | 4.036 m        | Jonas Vingegaard    | Jonas Vingegaard |
| 12. Etappe | 14. Jul. | Briançon – Alpe d’Huez                       | Hochgebirgsetappe    | 165,1      | 4.661 m        | Thomas Pidcock      | Jonas Vingegaard |
| 13. Etappe | 15. Jul. | Le Bourg-d’Oisans – Saint-Étienne            | Flachetappe          | 192,6      | 2.114 m        | Mads Pedersen       | Jonas Vingegaard |
| 14. Etappe | 16. Jul. | Saint-Étienne – Mende                        | Mittelschwere Etappe | 192,5      | 3.499 m        | Michael Matthews    | Jonas Vingegaard |
| 15. Etappe | 17. Jul. | Rodez – Carcassonne                          | Flachetappe          | 202,5      | 2.416 m        | Jasper Philipsen    | Jonas Vingegaard |
|            | 18. Juli | 2. Ruhetag in Carcassonne                    | Ruhetag              |            |                |                     |                  |
| 16. Etappe | 19. Jul. | Carcassonne – Foix                           | Mittelschwere Etappe | 178,5      | 3.422 m        | Hugo Houle          | Jonas Vingegaard |
| 17. Etappe | 20. Jul. | Saint-Gaudens – Peyragudes                   | Hochgebirgsetappe    | 129,7      | 3.368 m        | Tadej Pogačar       | Jonas Vingegaard |
| 18. Etappe | 21. Jul. | Lourdes – Hautacam                           | Hochgebirgsetappe    | 143,2      | 4.056 m        | Jonas Vingegaard    | Jonas Vingegaard |
| 19. Etappe | 22. Jul. | Castelnau-Magnoac – Cahors                   | Flachetappe          | 188,3      | 1.326 m        | Christophe Laporte  | Jonas Vingegaard |
| 20. Etappe | 23. Jul. | Lacapelle-Marival – Rocamadour               | Einzelzeitfahren     | 40,7       | 442 m          | Wout van Aert       | Jonas Vingegaard |
| 21. Etappe | 24. Jul. | Paris La Défense Arena – Paris               | Flachetappe          | 115,6      | 614 m          | Jasper Philipsen    | Jonas Vingegaard |

## Rennverlauf
Die 109. Austragung der Tour de France stand ganz im Zeichen des Duells zwischen Jonas Vingegaard (Jumbo-Visma) und Tadej Pogačar (UAE Team Emirates). Während sich der Titelverteidiger in der ersten Woche als klarer Favorit präsentierte, musste sich Jonas Vingegaard auf den ersten Etappen die Kapitänsrolle mit seinem Teamkollegen Primož Roglič teilen. Dieser stürzte jedoch auf der 5. Etappe, die über Kopfsteinpflaster-Sektoren führte, und verlor viel Zeit im Kampf um den Gesamtsieg. 
Nachdem das Gelbe Trikot zunächst von Yves Lampaert (Quick-Step Alpha Vinyl) und Wout van Aert (Jumbo-Visma) getragen worden war, übernahm Tadej Pogačar auf der 6. Etappe mit einem Etappensieg in Longwy die Gesamtführung. Auf der 11. Etappe, die über den Col du Galibier führte und auf dem Col de Granon endete, kam der Slowene jedoch im Schlussanstieg in Schwierigkeiten und musste gleich mehrere Gesamtklassement-Fahrer ziehen lassen. Jonas Vingegaard gewann die Etappe und übernahm das Gelbe Trikot mit einem Vorsprung von über zwei Minuten. Auf den folgenden Etappen, die durch die Alpen und das Zentralmassiv führten, versuchte Pogačar vergeblich, Zeit gut zu machen und wies vor der abschließenden Woche einen Rückstand von zwei Minuten und 22 Sekunden auf. 
In den Pyrenäen waren die beiden Spitzenreiter eine Klasse für sich und duellierten sich wiederkehrend, wobei keiner der beiden Fahrer den entscheidenden Unterschied machen konnte. Auf der 18. Etappe fiel schlussendlich die Vorentscheidung, als Jonas Vingegaard im Schlussanstieg nach Hautacam Pogacar erneut distanzierte und einen Vorsprung herausfuhr, den er im Einzelzeitfahren der 20. Etappe ausbauen konnte. Während Jonas Vingegaard im Gelben Trikot in Paris einfuhr, gewann Tadej Pogačar zum dritten Mal in Folge das Weiße Trikot des besten Nachwuchsfahrers. Wout van Aert holte auf der 2. Etappe das Grüne Trikot, das er bis zum Ende der Rundfahrt nicht mehr hergeben sollte. Simon Geschke (Cofidis) kämpfte lange Zeit um das Gepunktete Trikot, musste dieses auf der letzten Bergetappe jedoch an den Gesamtsieger Vingegaard abgeben.

### Erste Woche
Das Zeitfahren der 1. Etappe wurde maßgeblich vom Regen beeinflusst, der den ohnehin technischen Parcours in Kopenhagen weiter erschwerte. Unter anderen kam auch der Zeitfahr-Spezialist Stefan Bissegger (EF Education-EasyPost) zu Sturz. Dennoch erreichten alle 176 gestarteten Fahrer das Ziel. Den Etappensieg und das erste Gelbe Trikot sicherte sich überraschend der Belgier Yves Lampaert (Quick-Step Alpha Vinyl), nachdem er den lange Zeit führenden Wout van Aert (Jumbo-Visma) als 105. gestarteter Fahrer noch abgefangen hatte. Mit Platz drei schuf sich der Titelverteidiger Tadej Pogačar (UAE Team Emirates) eine gute Ausgangssituation, wobei er nur wenig Zeit auf seine größten Herausforderer Jonas Vingegaard und Primož Roglič (beide Jumbo-Visma) herausfuhr. Die meisten anderen Gesamtklassement-Fahrer verloren rund eine halbe Minute auf den Slowenen. Die mit Spannung erwartete 2. Etappe, die über den Großen Belt führte, lieferte nicht die versprochenen Windstaffeln. Der Grund dafür war, dass der Wind meist von vorne kam und so keine Selektion ermöglichte. Zwar kam es im teils hektischen Finale zu mehreren Stürzen, doch diese hatten keine Auswirkung auf die Gesamtwertung. Die Etappe gewann Fabio Jakobsen (Quick-Step Alpha Vinyl) vor Wout van Aert, der aufgrund der Zeitbonifikationen (6 Sekunden) das Gelbe Trikot übernahm. Die 3. Etappe endete erneut in einem Massensprint, in dem sich Dylan Groenewegen (BikeExchange-Jayco) vor Wout van Aert und Jasper Philipsen (Alpecin-Deceuninck) durchsetzte. Van Aert baute aufgrund der Bonussekunden, die er als Zweitplatzierter erhielt, seinen Vorsprung geringfügig aus.

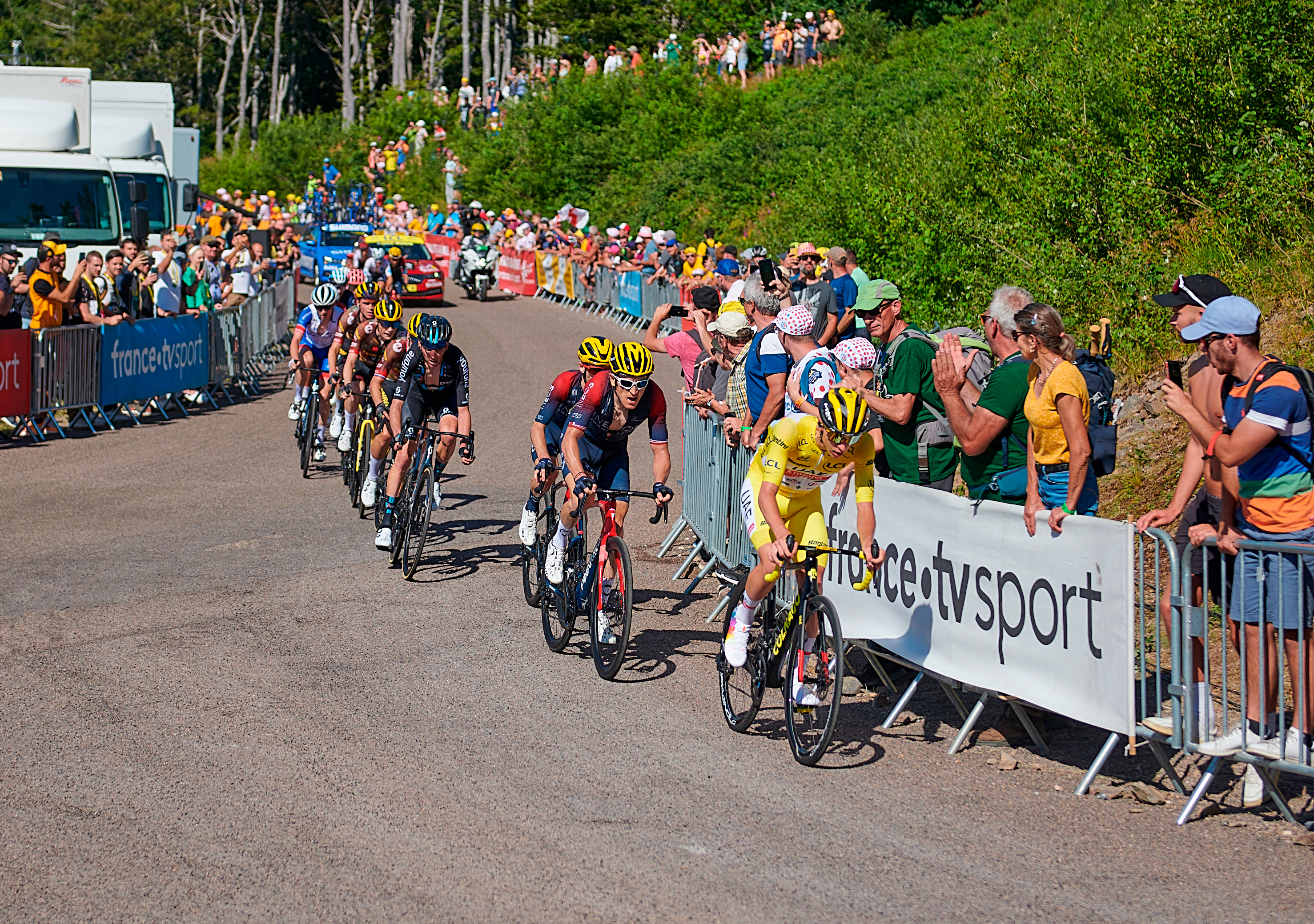
Rennsituation kurz vor Ende der 7. Etappe, vorne der zu diesem Zeitpunkt noch führende Tadej Pogačar

Nach dem ersten Ruhetag kehrte die Tour de France auf der 4. Etappe nach Frankreich zurück. Auf der letzten Bergwertung des Tages, die rund elf Kilometer vor dem Ziel überquert wurde, setzte sich der Gesamtführende Wout van Aert von den restlichen Fahrern ab und erreichte das Ziel als Solist mit einem Vorsprung von acht Sekunden. Zunächst hatte der Schlussanstieg auch zu kleinen Lücken zwischen den Gesamtklassementfahrern geführt, diese wurden jedoch auf den letzten Kilometern wieder geschlossen. Die 5. Etappe führte über das gefürchtete Kopfsteinpflaster, das durch den Klassiker Paris–Roubaix bekannt ist. Erstmals setzte sich die Ausreißergruppe durch und Simon Clarke (Israel-Premier Tech) gewann die Etappe im Sprint vor Taco van der Hoorn (Intermarché-Wanty-Gobert Matériaux). Während die beiden Kapitäne von Jumbo-Visma durch Sturz und technische Defekte geplagt wurden, zeigte Tadej Pogačar, wie bereits bei der Flandern-Rundfahrt, dass er mit den Pavé-Sektoren gut zurechtkam und setzte sich mit dem Klassiker-Spezialisten Jasper Stuyven (Trek-Segafredo) vom Hauptfeld ab. Letzten Endes betrug sein Vorsprung auf die meisten anderen Favoriten jedoch nur 13 Sekunden, nachdem Wout van Aert und Thomas Pidcock (Ineos Grenadiers) auf den letzten Kilometern den Rückstand ihrer Leader wieder stark reduziert hatten. Zu den Verlierern des Tages zählten Primož Roglič, der nach einem Sturz fast zwei Minuten auf seinen Landsmann verlor, sowie die beiden Australier Ben O’Connor (AG2R Citroën) und Jack Haig (Bahrain Victorious), der das Rennen als erster Fahrer aufgeben musste. Die folgende 6. Etappe endete mit einem Bergauf-Sprint in Longwy, in dem sich Tadej Pogačar vor Michael Matthews (BikeExchange-Jayco) durchsetzte. Der Slowene übernahm zudem das Gelbe Trikot von Wout van Aert, der zuvor in der Fluchtgruppe des Tages war und im Finale viel Zeit verlor. Auf der 7. Etappe stand mit dem Schlussanstieg auf die Super Planche des Belles Filles (1140 m) die erste Bergankunft auf dem Programm. Tadej Pogačar gewann erneut, nachdem er sich auf den letzten steilen Meter an Jonas Vingegaard vorbei geschoben hatte. Dahinter verloren die anderen Gesamtklassement-Fahrer zwischen 12 und 50 Sekunden. In der Gesamtwertung setzten sich die beiden Spitzenreiter allmählich von den anderen Favoriten ab, wobei Jonas Vingegaard als einziger Fahrer einen Rückstand von weniger als einer Minute auf den zweimaligen Toursieger aufwies (35 Sekunden). Die 8. Etappe endete in einem Bergauf-Sprint aus einem reduzierten Hauptfeld, indem sich Wout van Aert vor Michael Matthews und Pogačar durchsetzte, der somit weitere Bonussekunden holte. Auf der 9. Etappe erreichten die Fahrer erstmals die Alpen, wobei es zu keinen nennenswerten Veränderungen im Gesamtklassement kam. Tagessieger wurde der Luxemburger Bob Jungels (AG2R Citroën), der sich vor dem letzten Anstieg von der Ausreißergruppe absetzte und als Solist im Ziel ankam. In der Bergwertung übernahm Simon Geschke (Cofidis) das Gepunktetes Trikot von Magnus Cort Nielsen (EF Education-EasyPost), der es seit der zweiten Etappe getragen hatte.

### Zweite Woche
Die 10. Etappe endete zwar mit einer Bergankunft beim Flugplatz Megève, brachte jedoch keinen Schlagabtausch der Favoriten. Etappensieger wurde Magnus Cort Nielsen, der den Sprint der Ausreißergruppe knapp vor Nick Schultz (BikeExchange-Jayco) gewann. Ebenfalls in der Fluchtgruppe vertreten war Lennard Kämna (Bora-hansgrohe), dem letzten Endes nur elf Sekunden fehlten, um das Gelbe Trikot zu übernehmen. Auf der 11. Etappe kam es zum ersten Großkampf um den Gesamtsieg. Bereits auf dem vorletzten Anstieg des Col du Galibier (2642 m) griffen die beiden Jumbo-Visma-Kapitäne Jonas Vingegaard und Primož Roglič den Gesamtführenden Tadej Pogačar an und isolierten ihn kurzzeitig von seinen Teamkollegen. Nachdem die Favoritengruppe in der Abfahrt wieder etwas angewachsen war, erreichten die Fahrer den Schlussanstieg des Col de Granon (2413 m). Hier griffen zunächst Nairo Quintana (Arkéa-Samsic) und Romain Bardet (DSM) an, ehe auch Jonas Vingeagaard erneut in die Offensive ging. Tadej Pogačar konnte dem Angriff des Dänen nicht folgen und wurde anschließend sogar von weiteren Gesamtklassement-Fahrern wie Geraint Thomas, Adam Yates (beide Ineos Grenadiers) und David Gaudu (Groupama-FDJ) distanziert, ehe er das Ziel als Siebter erreichte. Vingegaard hingegen setzte sich an die Spitze des Rennens und gewann die Etappe souverän und übernahm das Gelbe Trikot, dem er auf den letzten fünf Kilometern fast drei Minuten abnahm. In der Gesamtwertung führte Jonas Vingegaard nun mit über zwei Minuten Vorsprung vor Romain Bardet und Pogačar. Sein Teamkollege Primož Roglič hatte sich im Verlauf der Etappe in den Dienst des Dänen gestellt und fiel in der Gesamtwertung weit zurück. Mit der 12. Etappe folgte anschließend eine weitere schwere Bergetappe, die in Alpe d’Huez (1850 m) zu Ende ging. Den Etappensieg feierte Thomas Pidcock aus der Ausreißergruppe, zu der er in der Abfahrt des Col du Galibier mit einer spektakulären Abfahrtstechnik aufgeschlossen hatte. Tadej Pogačar griff in der Favoritengruppe mehrmals an, konnte Jonas Vingegaard jedoch nicht distanzieren. In der Gesamtwertung schob sich der Slowene jedoch auf Platz zwei mit einem Rückstand von zwei Minuten und 22 Sekunden. Vier Sekunden dahinter folgte Geraint Thomas als Gesamtdritter. Die 13. Etappe stand ganz im Zeichen der Ausreißergruppe, in der der Etappensieger ermittelt wurde. Schlussendlich siegte Mads Pedersen (Trek-Segafredo) im Sprint vor Fred Wright (Bahrain Victorious) und Hugo Houle (Israel-Premier Tech). Auch auf der 14. Etappe kam der Sieger aus der Fluchtgruppe. Am Flugplatz von Mende triumphierte Michael Matthews, nachdem er zunächst im Flachen angegriffen und sich im Schlussanstieg als stärkster Fahrer erwiesen hatte. Tadej Pogačar setzte Vingegaard im Schlussanstieg zwar unter Druck, konnte den Dänen jedoch nicht abschütteln. Die beiden Fahrer kristallisierten sich zunehmend als Favoriten heraus, da kein anderer Gesamtklassement Anwärter den beiden folgen konnte. Zum Abschluss der zweiten Woche kam es in Carcassonne auf der 15. Etappe zu einem Massensprint, den Jasper Philipsen bei Temperaturen von 40 Grad Celsius vor Wout van Aert und Mads Pedersen gewann.

### Dritte Woche
Den Auftakt der dritten Woche sicherte sich Hugo Houle aus der Ausreißergruppe. Der Kanadier setzte sich auf der 16. Etappe noch vor dem letzten Anstieg ab und kam allein im Ziel in Foix an. Tadej Pogačar versuchte sich mehrmals von Jonas Vingegaard abzusetzen, was ihm jedoch nicht gelang. Beide hatten mittlerweile mehrere Teamkollegen verloren. Mit Primož Roglič und Steven Kruijswijk (beide Jumbo-Visma) fehlten dem Träger des Gelben Trikots zwei wichtige Helfer in den Bergen. Die 17. Etappe stand ganz im Zeichen im Kampf um Gelb. Nachdem auch Rafał Majka (UAE Team Emirates) das Rennen hatte verlassen müssen, blieb dem Gesamtzweiten Tadej Pogačar nur noch Brandon McNulty als Helfer im Hochgebirge. Der Amerikaner erhöhte bereits am vorletzten Anstieg, dem Col de Val Louron-Azet (1580 m) das Tempo so stark, dass ihm nur die beiden Bestplatzierten folgen konnten. Tadej Pogačar konnte im Schlussanstieg nach Peyragudes (1580 m) die Vorarbeit seines Teamkollegen nicht nutzen und erreichte zeitgleich mit Jonas Vingegaard das Ziel. Dafür feierte der Slowene seinen dritten Etappensieg, nachdem er den Gesamtführenden im Zielsprint bezwungen hatte. Vor der abschließenden Bergetappe betrug der Vorsprung von Vingegaard auf Pogačar zwei Minuten und 18 Sekunden. Der Kampf um den Gesamtsieg wurde auf der 18. Etappe erneut auf dem vorletzten Anstieg eröffnet, wobei Tadej Pogačar auf dem Col de Spandelles (1378 m) gleich mehrmals angriff, sich jedoch nicht von seinem Kontrahenten lösen konnte. Die beiden Konkurrenten überquerten die Kuppe gemeinsam und nahmen anschließend die Abfahrt in Angriff. Auf der engen Straße konnte zunächst Vingegaard nur knapp einen Sturz vermeiden, ehe Pogačar sich in einer Kurve verbremste, von der Straße abkam und im Schotter stürzte. Der Slowene war jedoch schnell wieder auf dem Rad und schloss zu dem Träger des Gelben Trikots auf, der auf ihn gewartet hatte. Im Schlussanstieg fuhren die beiden zu dem Träger des Grünen Trikots, Wout van Aert, auf, der anschließend das Tempo für seinen Kapitän hochhielt. Es folgte kein weiterer Angriff von Tadej Pogačar, der gegen Ende des Anstiegs den beiden Jumbo-Visma-Fahrern nicht mehr folgen konnte. Vingegaard gewann seine zweite Etappe und hatte nun einen Vorsprung in der Gesamtwertung von drei Minuten und 26 Sekunden, womit die Tour de France vorentschieden war. Durch seinen Etappensieg bei der Bergankunft in Hautacam (1520 m) übernahm der Däne zudem das Bergtrikot von Simon Geschke, der vergebens versucht hatte, seine Führung in der Sonderwertung zu verteidigen. Auf der 19. Etappe erlöste Christophe Laporte (Jumbo-Visma) das Gastgeberland und sorgte für den ersten und einzigen französischen Etappensieg bei der 109. Tour de France. Auf den letzten Metern löste er sich vom Hauptfeld und schloss zu den verbleibenden Ausreißern auf, bevor er sich als Solist über die Ziellinie rettete. Das abschließende Zeitfahren der 20. Etappe gewann mit Wout van Aert erneut ein Fahrer von Jumbo-Visma. Zweiter wurde sein Teamkollege Jonas Vingegaard vor Pogačar auf Rang drei. Dieser wies nun in der Gesamtwertung einen Rückstand von über dreieinhalb Minuten auf. Der verbleibende Podiumsplatz ging an Geraint Thomas mit einem Rückstand von über acht Minuten. Den finalen Sprint der 21. Etappe auf der Avenue des Champs Élysées gewann Jasper Philipsen vor Dylan Groenewegen und Alexander Kristoff (Intermarché-Wanty-Gobert Matériaux).

## Reglement und Preisgeld
Das Rennen wird nach dem Reglement der Union Cycliste Internationale (UCI) für Etappenrennen ausgetragen. Der Veranstalter ASO legt im Einklang hiermit ein Sonderreglement fest, aus dem sich die Höhe der Preisgelder und die Kriterien für die Vergabe der Sonderwertungen ergeben. Die Gesamtwertung und die Mannschaftswertung ergeben sich aus dem Reglement der UCI.

### Etappenkoeffizienten und Karenzzeit
Der Veranstalter weist den Etappen sechs Koeffizienten zu, die der Berechnung der Karenzzeit zugrunde gelegt wurden:
- Koeffizient 1: Etappen ohne besondere Schwierigkeit (2., 3., 19. und 21. Etappe) mit einer Karenzzeit zwischen 4 % bei einer Siegergeschwindigkeit unter 36 km/h und 12 % bei einer Siegergeschwindigkeit über 50 km/h,
- Koeffizient 2: Etappen mit „hügligem“ Terrain (4., 5., 6., 8., 13. und 15. Etappe) mit einer Karenzzeit zwischen 6 % bei einer Siegergeschwindigkeit unter 35 km/h und 18 % bei einer Siegergeschwindigkeit über 46 km/h,
- Koeffizient 3: Etappen auf „sehr hügligem“ Terrain (7., 10., 14. und 16. Etappe) mit einer Karenzzeit zwischen 10 % bei einer Siegergeschwindigkeit unter 35 km/h und 20 % bei einer Siegergeschwindigkeit über 44 km/h,
- Koeffizient 4: sehr schwere Etappen (9. Etappe) mit einer Karenzzeit zwischen 7 % bei einer Siegergeschwindigkeit unter 30 km/h und 18 % bei einer Siegergeschwindigkeit über 40 km/h,
- Koeffizient 5: sehr schwere, kurze Etappen (11. 12., 17. und 18. Etappe) mit einer Karenzzeit zwischen 10 % bei einer Siegergeschwindigkeit unter 29 km/h und 18 % bei einer Siegergeschwindigkeit über 36 km/h sowie
- Koeffizient 6: Einzelzeitfahren (1. und 20. Etappe) mit einer Karenzzeit von 25 % der Zeit des Siegers.

Die Jury kann in Ausnahmefällen Fahrer im Rennen belassen, welche die Karenzzeit überschritten haben. Diese Fahrer verlieren jedoch alle in der Punkte- und Bergwertung errungenen Punkte.
Die Etappenkoeffizienten sind auch bedeutend für die Anzahl der bei Etappenankünften vergebenen Punkte in der Punktewertung.

### Gesamtwertung
Der Führende der Gesamtwertung trägt das Gelbe Trikot (maillot jaune). Die Gesamtwertung ergibt sich wie stets bei internationalen Etappenrennen aus der Addition der gefahrenen Zeiten. Zusätzlich gab es bei den Etappenzielen – außer den Zeitfahretappen – 10, 6 und 4 Sekunden Zeitbonifikation. Im Gegensatz zu den Vorjahren gibt es nach Art. 25 des Reglements keine Zeitbonifikationen bei Bonussprints.

### Punktewertung
Der Führende der Punktewertung trägt das Grüne Trikot (maillot vert). Die Punkte für diese Wertung werden bei Etappenzielen entsprechend der Schwierigkeit und Art der Etappe (→Koeffizient) und Zwischensprints wie folgt vergeben:
| Platzierung                                                                  | 1. | 2. | 3. | 4. | 5. | 6. | 7. | 8. | 9. | 10. | 11. | 12. | 13. | 14. | 15. |
| ---------------------------------------------------------------------------- | -- | -- | -- | -- | -- | -- | -- | -- | -- | --- | --- | --- | --- | --- | --- |
| 2., 3., 4., 5., 6., 8., 13., 15., 19. und 21. Etappe (Koeffizienten 1 und 2) | 50 | 30 | 20 | 18 | 16 | 14 | 12 | 10 | 8  | 7   | 6   | 5   | 4   | 3   | 2   |
| 7., 10., 14. und 16. Etappe (Koeffizient 3)                                  | 30 | 25 | 22 | 19 | 17 | 15 | 13 | 11 | 9  | 7   | 6   | 5   | 4   | 3   | 2   |
| 1., 9., 11. 12., 17., 18. und 20. Etappe (Koeffizienten 4, 5 und 6)          | 20 | 17 | 15 | 13 | 11 | 10 | 9  | 8  | 7  | 6   | 5   | 4   | 3   | 2   | 1   |
| Zwischensprints                                                              | 20 | 17 | 15 | 13 | 11 | 10 | 9  | 8  | 7  | 6   | 5   | 4   | 3   | 2   | 1   |

### Bergwertung
Der Führende der Bergwertung trägt das Gepunktete Trikot (maillot à pois). Die Punkte für diese Wertung werden auf den Überfahrten der vom Veranstalter kategorisierten Anstiege wie folgt vergeben, wobei es im Gegensatz zu den Vorjahren keine Verdopplung der Punkte bei Bergankünften hors categorie mehr gibt:
| Platzierung    | 1. | 2. | 3. | 4. | 5. | 6. | 7. | 8. |  |
| -------------- | -- | -- | -- | -- | -- | -- | -- | -- |  |
| Hors Catégorie | 20 | 15 | 12 | 10 | 8  | 6  | 4  | 2  |  |
| 1. Kategorie   | 10 | 8  | 6  | 4  | 2  | 1  |    |    |  |
| 2. Kategorie   | 5  | 3  | 2  | 1  |    |    |    |    |  |
| 3. Kategorie   | 2  | 1  |    |    |    |    |    |    |  |
| 4. Kategorie   | 1  |    |    |    |    |    |    |    |  |

Souvenir Henri Desgrange
Der erste Fahrer auf dem Gipfel des Col du Galibier (11. Etappe) wird mit dem Souvenir Henri Desgrange ausgezeichnet, das mit einer Prämie verbunden ist. Das Souvenir Jacques Goddet wird nicht mehr vergeben.

### Nachwuchswertung
Der Führende der Nachwuchswertung trägt das Weiße Trikot (maillot blanc). Die Nachwuchswertung ist identisch zur Gesamtwertung, aber auf die seit dem 1. Januar 1997 geborenen Fahrer beschränkt.

### Mannschaftswertung
Die Führenden der Mannschaftswertung tragen eine gelbe Rückennummer. Die Mannschaftswertung berechnet sich aus den Zeiten der drei ersten Fahrer eines Teams auf jeder Etappe.

### Kämpferischster Fahrer
Eine Jury zeichnet am Ende einer Etappe und am Ende der Tour de France einen Fahrer mit der Roten Rückennummer als kämpferischsten Fahrer aus. Ausgenommen sind die Einzelzeitfahren und die Schlussetappe.

### Preisgelder
Die Preisgelder belaufen sich auf eine Gesamtsumme von 2.282.000 Euro. Davon werden 1.138.800 Euro für das Gesamtklassement, 601.650 Euro für die Etappenwertungen, 178.800 Euro für die Mannschaftswertung, 128.000 Euro für die Punktewertung, 107.250 Euro für die Bergwertung, 66.500 Euro für die Nachwuchswertung, 56.000 Euro für die Wertungen um den kämpferischsten Fahrer sowie 5.000 Euro für den Gewinner des Souvenir Henri Desgrange verwendet.
| Platzierung            | 1.        | 2.        | 3.        | 4.       | 5.       | 6.       | 7.       | 8. Anm. | Führung |
| ---------------------- | --------- | --------- | --------- | -------- | -------- | -------- | -------- | ------- | ------- |
| Gesamtwertung          | 500.000 € | 200.000 € | 100.000 € | 70.000 € | 50.000 € | 23.000 € | 11.500 € | 7600 €  | 500 €   |
| Punktewertung          | 025.000 € | 015.000 € | 010.000 € | 04000 €  | 03500 €  | 03000 €  | 02500 €  | 2000 €  | 300 €   |
| Bergwertung            | 025.000 € | 015.000 € | 010.000 € | 04000 €  | 03500 €  | 03000 €  | 02500 €  | 2000 €  | 300 €   |
| Nachwuchswertung       | 020.000 € | 015.000 € | 010.000 € | 05000 €  | —        | —        | —        | —       | 300 €   |
| Mannschaftswertung     | 050.000 € | 030.000 € | 020.000 € | 12.000 € | 08000 €  | —        | —        | —       | —       |
| Kämpferischster Fahrer | 020.000 € | —         | —         | —        | —        | —        | —        | —       | —       |

| Platzierung                | 1.       | 2.     | 3.     | Anmerkung                                |
| -------------------------- | -------- | ------ | ------ | ---------------------------------------- |
| Etappenwertung             | 11.000 € | 5500 € | 2800 € | gestaffelt bis zum 20. Platz (300 €)     |
| Zwischensprints            | 01500 €  | 1000 € | 0500 € | 19 Zwischensprints während der Tour      |
| Bergwertung hors categorie | 00800 €  | 0450 € | 0300 € | 07 Wertungen während der Tour            |
| Bergwertung Kat. 1         | 00650 €  | 0400 € | 0150 € | 10 Wertungen während der Tour            |
| Bergwertung Kat. 2         | 00500 €  | 0250 € | —      | 6 Wertungen während der Tour             |
| Bergwertung Kat. 3         | 00300 €  | —      | —      | 16 Wertungen während der Tour            |
| Bergwertung Kat. 4         | 00200 €  | —      | —      | 22 Wertungen während der Tour            |
| Nachwuchsfahrer            | 00500 €  | —      | —      | schnellster Nachwuchsfahrer der Etappe   |
| Kämpferischster Fahrer     | 0 2000 € | —      | —      | ausgenommen Zeitfahren und Schlussetappe |
| Mannschaft                 | 02800 €  | —      | —      | schnellste Mannschaft der Etappe         |

Nach Mannschaften verteilen sich die ausgeschütteten Preisgelder wie folgt:
| Platz  | Mannschaft                         | Preisgeld   |
| ------ | ---------------------------------- | ----------- |
| 1      | Jumbo-Visma                        | 779.750 €   |
| 2      | UAE Team Emirates                  | 322.960 €   |
| 3      | Ineos Grenadiers                   | 240.610 €   |
| 4      | Groupama-FDJ                       | 143.860 €   |
| 5      | Bora-hansgrohe                     | 95.440 €    |
| 6      | Alpecin-Deceuninck                 | 68.630 €    |
| 7      | Team BikeExchange-Jayco            | 63.170 €    |
| 8      | Trek-Segafredo                     | 57.740 €    |
| 9      | EF Education-EasyPost              | 57.100 €    |
| 10     | Team Arkéa-Samsic                  | 56.980 €    |
| 11     | Intermarché-Wanty-Gobert Matériaux | 50.810 €    |
| 12     | Quick-Step Alpha Vinyl Team        | 46.430 €    |
| 13     | Israel-Premier Tech                | 43.770 €    |
| 14     | Cofidis                            | 40.950 €    |
| 15     | Bahrain Victorious                 | 35.840 €    |
| 16     | Team DSM                           | 32.350 €    |
| 17     | Movistar Team                      | 32.000 €    |
| 18     | TotalEnergies                      | 20.060 €    |
| 19     | AG2R Citroën Team                  | 19.870 €    |
| 20     | B&B Hotels-KTM                     | 18.540 €    |
| 21     | Lotto Soudal                       | 15.140 €    |
| 22     | Astana Qazaqstan Team              | 15.000 €    |
| Gesamt | 2.257.000 €                        | 2.257.000 € |

## Wertungen im Tourverlauf
Die Tabelle zeigt den Führenden in der jeweiligen Wertung bzw. die Träger der Wertungstrikots oder farbigen Rückennummern am Ende der jeweiligen Etappe an. Eine detailliertere Übersicht über die Platzierungen nach einer Etappe bieten die einzelnen Etappenartikel, die in der ersten Spalte verlinkt sind.
| Etappe | Gesamtwertung          | Punktewertung           | Bergwertung                | Nachwuchswertung        | Teamwertung      | Kämpferischster Fahrer    |
| ------ | ---------------------- | ----------------------- | -------------------------- | ----------------------- | ---------------- | ------------------------- |
| 1.     | Yves Lampaert (QST)    | Yves Lampaert (QST) (a) | nicht vergeben             | Tadej Pogačar (UAD) (c) | Jumbo-Visma      | nicht vergeben            |
| 2.     | Wout van Aert (TJV)    | Wout van Aert (TJV) (b) | Magnus Cort Nielsen (EFE)  | Tadej Pogačar (UAD) (c) | Jumbo-Visma      | Sven Erik Bystrøm (IWG)   |
| 3.     | Wout van Aert (TJV)    | Wout van Aert (TJV) (b) | Magnus Cort Nielsen (EFE)  | Tadej Pogačar (UAD) (c) | Jumbo-Visma      | Magnus Cort Nielsen (EFE) |
| 4.     | Wout van Aert (TJV)    | Wout van Aert (TJV) (b) | Magnus Cort Nielsen (EFE)  | Tadej Pogačar (UAD) (c) | Jumbo-Visma      | Anthony Perez (COF)       |
| 5.     | Wout van Aert (TJV)    | Wout van Aert (TJV) (b) | Magnus Cort Nielsen (EFE)  | Tadej Pogačar (UAD) (c) | Ineos Grenadiers | Magnus Cort Nielsen (EFE) |
| 6.     | Tadej Pogačar (UAD)    | Wout van Aert (TJV) (b) | Magnus Cort Nielsen (EFE)  | Tadej Pogačar (UAD) (c) | Ineos Grenadiers | Wout van Aert (TJV)       |
| 7.     | Tadej Pogačar (UAD)    | Wout van Aert (TJV) (b) | Magnus Cort Nielsen (EFE)  | Tadej Pogačar (UAD) (c) | Ineos Grenadiers | Simon Geschke (COF)       |
| 8.     | Tadej Pogačar (UAD)    | Wout van Aert (TJV) (b) | Magnus Cort Nielsen (EFE)  | Tadej Pogačar (UAD) (c) | Ineos Grenadiers | Mattia Cattaneo (QST)     |
| 9.     | Tadej Pogačar (UAD)    | Wout van Aert (TJV) (b) | Simon Geschke (COF)        | Tadej Pogačar (UAD) (c) | Ineos Grenadiers | Thibaut Pinot (GFC)       |
| 10.    | Tadej Pogačar (UAD)    | Wout van Aert (TJV) (b) | Simon Geschke (COF)        | Tadej Pogačar (UAD) (c) | Ineos Grenadiers | Alberto Bettiol (EFE)     |
| 11.    | Jonas Vingegaard (TJV) | Wout van Aert (TJV) (b) | Simon Geschke (COF)        | Tadej Pogačar (UAD) (c) | Ineos Grenadiers | Warren Barguil (ARK)      |
| 12.    | Jonas Vingegaard (TJV) | Wout van Aert (TJV) (b) | Simon Geschke (COF)        | Tadej Pogačar (UAD) (c) | Ineos Grenadiers | Thomas Pidcock (IGD)      |
| 13.    | Jonas Vingegaard (TJV) | Wout van Aert (TJV) (b) | Simon Geschke (COF)        | Tadej Pogačar (UAD) (c) | Ineos Grenadiers | Mads Pedersen (TFS)       |
| 14.    | Jonas Vingegaard (TJV) | Wout van Aert (TJV) (b) | Simon Geschke (COF)        | Tadej Pogačar (UAD) (c) | Ineos Grenadiers | Michael Matthews (BEX)    |
| 15.    | Jonas Vingegaard (TJV) | Wout van Aert (TJV) (b) | Simon Geschke (COF)        | Tadej Pogačar (UAD) (c) | Ineos Grenadiers | Nils Politt (BOH)         |
| 16.    | Jonas Vingegaard (TJV) | Wout van Aert (TJV) (b) | Simon Geschke (COF)        | Tadej Pogačar (UAD) (c) | Ineos Grenadiers | Hugo Houle (IPT)          |
| 17.    | Jonas Vingegaard (TJV) | Wout van Aert (TJV) (b) | Simon Geschke (COF)        | Tadej Pogačar (UAD) (c) | Ineos Grenadiers | Brandon McNulty (UAE)     |
| 18.    | Jonas Vingegaard (TJV) | Wout van Aert (TJV) (b) | Jonas Vingegaard (TJV) (d) | Tadej Pogačar (UAD) (c) | Ineos Grenadiers | Wout van Aert (TJV)       |
| 19.    | Jonas Vingegaard (TJV) | Wout van Aert (TJV) (b) | Jonas Vingegaard (TJV) (d) | Tadej Pogačar (UAD) (c) | Ineos Grenadiers | Quinn Simmons (TFS)       |
| 20.    | Jonas Vingegaard (TJV) | Wout van Aert (TJV) (b) | Jonas Vingegaard (TJV) (d) | Tadej Pogačar (UAD) (c) | Ineos Grenadiers | nicht vergeben            |
| 21.    | Jonas Vingegaard (TJV) | Wout van Aert (TJV) (b) | Jonas Vingegaard (TJV) (d) | Tadej Pogačar (UAD) (c) | Ineos Grenadiers | nicht vergeben            |
| Sieger | Jonas Vingegaard (TJV) | Wout van Aert (TJV)     | Jonas Vingegaard (TJV)     | Tadej Pogačar (UAD)     | Ineos Grenadiers | Wout van Aert (TJV)       |

## Endergebnisse

### Gesamtwertung
| \| Gesamtwertung \| Gesamtwertung \| Gesamtwertung \| Gesamtwertung \| Gesamtwertung \| \| Fahrer \| Fahrer \| Land \| Team \| Zeit \| \| ------------- \| ----------------- \| ---------------------- \| ---------------------------------- \| ----------------- \| \| 1. \| Jonas Vingegaard \| Dänemark \| Jumbo-Visma \| 79 h 33 min 20 s \| \| 2. \| Tadej Pogačar \| Slowenien \| UAE Team Emirates \| + 2 min 43 s \| \| 3. \| Geraint Thomas \| Vereinigtes Königreich \| Ineos Grenadiers \| + 7 min 22 s \| \| 4. \| David Gaudu \| Frankreich \| Groupama-FDJ \| + 13 min 39 s \| \| 5. \| Alexander Wlassow \| Russland \| Bora-Hansgrohe \| + 15 min 46 s \| \| 6. \| Nairo Quintana \| Kolumbien \| Arkéa-Samsic \| DSQ \| \| 7. \| Romain Bardet \| Frankreich \| Team DSM \| + 18 min 11 s \| \| 8. \| Louis Meintjes \| Südafrika \| Intermarché-Wanty-Gobert Matériaux \| + 18 min 44 s \| \| 9. \| Alexei Luzenko \| Kasachstan \| Astana Qazaqstan Team \| + 22 min 56 s \| \| 10. \| Adam Yates \| Vereinigtes Königreich \| Ineos Grenadiers \| + 24 min 52 s \| \| 11. \| Valentin Madouas \| Frankreich \| Groupama-FDJ \| + 35 min 59 s \| \| 12. \| Bob Jungels \| Luxemburg \| AG2R Citroën Team \| + 45 min 23 s \| \| 13. \| Neilson Powless \| Vereinigte Staaten \| EF Education-EasyPost \| + 46 min 57 s \| \| 14. \| Luis León Sánchez \| Spanien \| Bahrain Victorious \| + 49 min 18 s \| \| 15. \| Thibaut Pinot \| Frankreich \| Groupama-FDJ \| + 50 min 25 s \| \| 16. \| Patrick Konrad \| Österreich \| Bora-Hansgrohe \| + 56 min 54 s \| \| 17. \| Thomas Pidcock \| Vereinigtes Königreich \| Ineos Grenadiers \| + 1 h 01 min 15 s \| \| 18. \| Sepp Kuss \| Vereinigte Staaten \| Jumbo-Visma \| + 1 h 02 min 29 s \| \| 19. \| Dylan Teuns \| Belgien \| Bahrain Victorious \| + 1 h 11 min 30 s \| \| 20. \| Brandon McNulty \| Vereinigte Staaten \| UAE Team Emirates \| + 1 h 31 min 19 s \| \| 21. \| Matteo Jorgenson \| Vereinigte Staaten \| Movistar Team \| + 1 h 33 min 57 s \| \| 22. \| Wout van Aert \| Belgien \| Jumbo-Visma \| + 1 h 35 min 55 s \| \| 23. \| Nick Schultz \| Australien \| Team BikeExchange-Jayco \| + 1 h 39 min 41 s \| \| 24. \| Hugo Houle \| Kanada \| Israel-Premier Tech \| + 1 h 42 min 14 s \| \| 25. \| Bauke Mollema \| Niederlande \| Trek-Segafredo \| + 1 h 45 min 57 s \| |                   |                        |                                    |                   |
| |                   |                        |                                    |                   |
| Quelle: ProCyclingStats |                   |                        |                                    |                   |
| Gesamtwertung |                   |                        |                                    |                   |
| Fahrer | Fahrer            | Land                   | Team                               | Zeit              |
| 1. | Jonas Vingegaard  | Dänemark               | Jumbo-Visma                        | 79 h 33 min 20 s  |
| 2. | Tadej Pogačar     | Slowenien              | UAE Team Emirates                  | + 2 min 43 s      |
| 3. | Geraint Thomas    | Vereinigtes Königreich | Ineos Grenadiers                   | + 7 min 22 s      |
| 4. | David Gaudu       | Frankreich             | Groupama-FDJ                       | + 13 min 39 s     |
| 5. | Alexander Wlassow | Russland               | Bora-Hansgrohe                     | + 15 min 46 s     |
| 6. | Nairo Quintana    | Kolumbien              | Arkéa-Samsic                       | DSQ               |
| 7. | Romain Bardet     | Frankreich             | Team DSM                           | + 18 min 11 s     |
| 8. | Louis Meintjes    | Südafrika              | Intermarché-Wanty-Gobert Matériaux | + 18 min 44 s     |
| 9. | Alexei Luzenko    | Kasachstan             | Astana Qazaqstan Team              | + 22 min 56 s     |
| 10. | Adam Yates        | Vereinigtes Königreich | Ineos Grenadiers                   | + 24 min 52 s     |
| 11. | Valentin Madouas  | Frankreich             | Groupama-FDJ                       | + 35 min 59 s     |
| 12. | Bob Jungels       | Luxemburg              | AG2R Citroën Team                  | + 45 min 23 s     |
| 13. | Neilson Powless   | Vereinigte Staaten     | EF Education-EasyPost              | + 46 min 57 s     |
| 14. | Luis León Sánchez | Spanien                | Bahrain Victorious                 | + 49 min 18 s     |
| 15. | Thibaut Pinot     | Frankreich             | Groupama-FDJ                       | + 50 min 25 s     |
| 16. | Patrick Konrad    | Österreich             | Bora-Hansgrohe                     | + 56 min 54 s     |
| 17. | Thomas Pidcock    | Vereinigtes Königreich | Ineos Grenadiers                   | + 1 h 01 min 15 s |
| 18. | Sepp Kuss         | Vereinigte Staaten     | Jumbo-Visma                        | + 1 h 02 min 29 s |
| 19. | Dylan Teuns       | Belgien                | Bahrain Victorious                 | + 1 h 11 min 30 s |
| 20. | Brandon McNulty   | Vereinigte Staaten     | UAE Team Emirates                  | + 1 h 31 min 19 s |
| 21. | Matteo Jorgenson  | Vereinigte Staaten     | Movistar Team                      | + 1 h 33 min 57 s |
| 22. | Wout van Aert     | Belgien                | Jumbo-Visma                        | + 1 h 35 min 55 s |
| 23. | Nick Schultz      | Australien             | Team BikeExchange-Jayco            | + 1 h 39 min 41 s |
| 24. | Hugo Houle        | Kanada                 | Israel-Premier Tech                | + 1 h 42 min 14 s |
| 25. | Bauke Mollema     | Niederlande            | Trek-Segafredo                     | + 1 h 45 min 57 s |

### Punktewertung
| Punktewertung | Punktewertung      | Punktewertung | Punktewertung           | Punktewertung |
| Fahrer        | Fahrer             | Land          | Team                    | Punkte        |
| ------------- | ------------------ | ------------- | ----------------------- | ------------- |
| 1.            | Wout van Aert      | Belgien       | Jumbo-Visma             | 480 P.        |
| 2.            | Jasper Philipsen   | Belgien       | Alpecin-Deceuninck      | 286 P.        |
| 3.            | Tadej Pogačar      | Slowenien     | UAE Team Emirates       | 250 P.        |
| 4.            | Christophe Laporte | Frankreich    | Jumbo-Visma             | 171 P.        |
| 5.            | Fabio Jakobsen     | Niederlande   | Quick-Step Alpha Vinyl  | 159 P.        |
| 6.            | Mads Pedersen      | Dänemark      | Trek-Segafredo          | 158 P.        |
| 7.            | Jonas Vingegaard   | Dänemark      | Jumbo-Visma             | 157 P.        |
| 8.            | Michael Matthews   | Australien    | Team BikeExchange-Jayco | 133 P.        |
| 9.            | Peter Sagan        | Slowakei      | TotalEnergies           | 120 P.        |
| 10.           | Dylan Groenewegen  | Niederlande   | Team BikeExchange-Jayco | 116 P.        |

### Bergwertung
| Bergwertung | Bergwertung      | Bergwertung            | Bergwertung                        | Bergwertung |
| Fahrer      | Fahrer           | Land                   | Team                               | Punkte      |
| ----------- | ---------------- | ---------------------- | ---------------------------------- | ----------- |
| 1.          | Jonas Vingegaard | Dänemark               | Jumbo-Visma                        | 72 P.       |
| 2.          | Simon Geschke    | Deutschland            | Cofidis                            | 65 P.       |
| 3.          | Giulio Ciccone   | Italien                | Trek-Segafredo                     | 61 P.       |
| 4.          | Tadej Pogačar    | Slowenien              | UAE Team Emirates                  | 61 P.       |
| 5.          | Wout van Aert    | Belgien                | Jumbo-Visma                        | 59 P.       |
| 6.          | Thibaut Pinot    | Frankreich             | Groupama-FDJ                       | 52 P.       |
| 7.          | Louis Meintjes   | Südafrika              | Intermarché-Wanty-Gobert Matériaux | 39 P.       |
| 8.          | Neilson Powless  | Vereinigte Staaten     | EF Education-EasyPost              | 37 P.       |
| 9.          | Pierre Latour    | Frankreich             | TotalEnergies                      | 35 P.       |
| 10.         | Geraint Thomas   | Vereinigtes Königreich | Ineos Grenadiers                   | 32 P.       |

### Nachwuchswertung
| Nachwuchswertung | Nachwuchswertung   | Nachwuchswertung       | Nachwuchswertung                   | Nachwuchswertung  |
| Fahrer           | Fahrer             | Land                   | Team                               | Zeit              |
| ---------------- | ------------------ | ---------------------- | ---------------------------------- | ----------------- |
| 1.               | Tadej Pogačar      | Slowenien              | UAE Team Emirates                  | 79 h 36 min 03 s  |
| 2.               | Thomas Pidcock     | Vereinigtes Königreich | Ineos Grenadiers                   | + 58 min 32 s     |
| 3.               | Brandon McNulty    | Vereinigte Staaten     | UAE Team Emirates                  | + 1 h 28 min 36 s |
| 4.               | Matteo Jorgenson   | Vereinigte Staaten     | Movistar Team                      | + 1 h 31 min 14 s |
| 5.               | Andreas Leknessund | Norwegen               | Team DSM                           | + 1 h 54 min 48 s |
| 6.               | Michael Storer     | Australien             | Groupama-FDJ                       | + 2 h 20 min 32 s |
| 7.               | Georg Zimmermann   | Deutschland            | Intermarché-Wanty-Gobert Matériaux | + 2 h 36 min 57 s |
| 8.               | Kevin Geniets      | Luxemburg              | Groupama-FDJ                       | + 2 h 45 min 25 s |
| 9.               | Fred Wright        | Vereinigtes Königreich | Bahrain Victorious                 | + 3 h 01 min 25 s |
| 10.              | Stan Dewulf        | Belgien                | AG2R Citroën Team                  | + 3 h 26 min 35 s |

### Mannschaftswertung
| Mannschaftswertung | Mannschaftswertung    | Mannschaftswertung           | Mannschaftswertung |
| Team               | Team                  | Land                         | Zeit               |
| ------------------ | --------------------- | ---------------------------- | ------------------ |
| 1.                 | Ineos Grenadiers      | Vereinigtes Königreich       | 239 h 03 min 03 s  |
| 2.                 | Groupama-FDJ          | Frankreich                   | + 37 min 33 s      |
| 3.                 | Jumbo-Visma           | Niederlande                  | + 44 min 54 s      |
| 4.                 | Bora-Hansgrohe        | Deutschland                  | + 1 h 48 min 45 s  |
| 5.                 | Movistar Team         | Spanien                      | + 2 h 11 min 22 s  |
| 6.                 | UAE Team Emirates     | Vereinigte Arabische Emirate | + 2 h 19 min 54 s  |
| 7.                 | Bahrain Victorious    | Bahrain                      | + 2 h 58 min 32 s  |
| 8.                 | Team DSM              | Niederlande                  | + 3 h 26 min 08 s  |
| 9.                 | Arkéa-Samsic          | Frankreich                   | + 3 h 56 min 51 s  |
| 10.                | Astana Qazaqstan Team | Kasachstan                   | + 3 h 59 min 00 s  |